# Новосултангуловська сільська рада
Новосултангу́ловська сільська рада (рос. Новосултангуловский сельский совет) — сільське поселення у складі Асекеєвського району Оренбурзької області Росії.
Адміністративний центр — село Новосултангулово.

## Населення
Населення — 1082 особи (2019; 1267 в 2010, 1313 у 2002).

## Склад
До складу сільської ради входять:
| Населений пункт         | Населення, осіб (2002) | Населення, осіб (2010) |
| ----------------------- | ---------------------- | ---------------------- |
| Курбанай, селище        | 163                    | 150                    |
| Новосултангулово, село  | 753                    | 721                    |
| Старосултангулово, село | 397                    | 396                    |